# Sam Boermans
Sam Boermans (13 april 1993) is een Belgisch honkballer.

## Levensloop
Boermans is actief bij de Borgerhout Squirrels, waarbij hij in 2009 debuteerde in eerste divisie.
Daarnaast is hij actief bij het Belgisch honkbalteam. Met de Red Hawks nam hij onder meer deel aan de Europese kampioenschappen van 2012, 2014, 2019, 2021 en 2023.